# Etroplus
Etroplus là một chi nhỏ chỉ gồm 3 loài cá cá hoàng đế. Chúng là các loài bản địa của Ấn Độ và Sri Lanka.
Quan hệ gần gũi với chúng là Paretroplus bản địa của Madagascar. Hai dòng này đã tách ra trong Mesozoic khi Madagascar và mảng Ấn Độ tách ra vào cuối Kỷ Creta (Sparks 2004).